# Nozimaxon Qayumova
Nozimaxon Nomonjonovna Qayumova (geboren 17. August 1992 in der Provinz Namangan) ist eine usbekische paralympische Leichtathletin, die sich auf Speerwurf spezialisiert hat. Sie ist zweifache Olympiasiegerin der Sommer-Paralympics 2016 und 2020 sowie zweimalige Gewinnerin bei den Para-Weltmeisterschaften 2023.

## Karriere
Im Jahr 2007 begann sie mit dem professionellen Sport und nimmt seit 2016 an internationalen Wettbewerben teil. Bei den Sommer-Paralympics in Rio de Janeiro gewann sie mit 44,58 m die Goldmedaille im Speerwurf in der Kategorie F13 und stellte damit einen neuen Weltrekord auf. Im selben Jahr verlieh der Präsident Usbekistans, Shavkat Mirziyoyev, Kayumov den Ehrentitel «Oʻzbekiston iftixori» («Stolz Usbekistans»).
2017 gewann sie bei den Weltmeisterschaften in London mit 41,25 m die Silbermedaille in der Kategorie F13. 2019 gewann sie bei den Weltmeisterschaften in Dubai mit 38,86 m die Bronzemedaille. Damit qualifizierte sie sich für die Sommer-Paralympics 2020.
Im Jahr 2021 gewann sie bei den Sommer-Paralympics in Tokio mit 42,59 m in der Kategorie F13 die Goldmedaille und wurde zweimalige Olympiasiegerin. Im selben Jahr wurde sie durch das Dekret des Präsidenten Usbekistans mit dem Titel «Verdienter Athlet der Republik Usbekistan» ausgezeichnet.